# 페파 루스
페파 루스(Pepa Rus, 1985년 10월 6일 ~ )는 스페인의 배우, 코메디언, 가수이다.